# 郟姓
郏姓是中文姓氏之一，在《百家姓》中排第317位。在现代是极罕见的姓氏。

## 起源
郏姓有多种来源：
1. 以地名为姓。周朝初年，在平定管蔡之乱后不久，周成王为巩固在东方的统治，便在郏鄏（今河南洛阳市西）建东都雒邑，史称“郏鄏定鼎”，当地人便有以地名为姓，是为郏氏。
2. 以封邑为姓。《姓苑》载，春秋时郑国有大夫受于郏（今河南郏县），其后代便以郏为姓。

## 郡望
- 荥阳郡：三国曹魏置，今河南郑州。
- 武陵郡：汉时置，郡治为义陵，今湖南溆浦县南。

## 延伸阅读
[在维基数据编辑]
 《百家姓》
 《欽定古今圖書集成·明倫彙編·氏族典·郟姓部》，出自陈梦雷《古今圖書集成》